# Valvoline
Valvoline o Valvoline Inc. (NYSE: VVV) es una empresa comercializadora y proveedora de lubricantes de marca y servicios automotrices, con ventas en más de 140 países. Valvoline figura como la tercera marca de aceite de motor por volumen para vehículos de pasajeros en el mercado de aficionados. 
La compañía también opera y otorga concesiones de la segunda cadena de lubricantes rápidos por cantidad de tiendas en los Estados Unidos con más de 1170 centros de Valvoline Instant Oil Change™, y la tercera cadena de lubricante rápido por cantidad de tiendas en Canadá con más de 100 locales de Great Canadian Oil Change. 
También comercializa lubricantes Valvoline y productos químicos para automóviles, como el nuevo aceite para motor moderno 100 % sintético de Valvoline™, diseñado específicamente para brindar protección contra la acumulación de carbono en inyección directa de gasolina (GDI), turbo y otros motores fabricados desde 2012; aceite para alto millaje con tecnología MaxLife de para motores de más de 75 000 millas; aceite para motor sintético Valvoline; y anticongelante Zerex™. Marca registrada (TM) de Valvoline o sus subsidiarios, registrada en varios países. Marca de servicio (SM) de Valvoline o sus subsidiarios, registrada en varios países. 

## Historia
Registrada en los EE. UU. en 1866, es la primera empresa que comenzó a fabricar lubricantes en el mundo, con clientes en más de 160 territorios. 

## Patrocinios
Valvoline es el patrocinador de Aston Martin y suministrador oficial de lubricantes de la escudería británica de Fórmula 1. Un patrocinio que ha llevado a cambiar el diseño del monoplaza que utilizan Fernando Alonso y Lance Stroll, incluyendo detalles en colores azul y rojo; colores corporativos de la empresa de lubricantes. 